# Rottumeroog
Rottumeroog è un'isola dei Paesi Bassi situata tra il Mare dei Wadden ed il Mare del Nord.
Geograficamente l'isola fa parte dell'Arcipelago delle Isole Frisone Occidentali situata nell'estremo nord-est del paese. L'isola rappresenta l'estremo est delle isole Frisone ed è la seconda isola più settentrionale dell'arcipelago dopo Rottumerplaat l'isola più vicina a Rottumeroog dopo Zuiderduintjes.
Politicamente fa parte della provincia settentrionale di Groninga.
L'isola è disabitata e non sono presenti edifici.
L'isola nasce dalla divisione di un'isola più grande Monnikenlangenoog, avvenuta tra il 1400 e il 1570. Da tale divisione si originarono due isole, Rottumeroog e Bosch, oggi scomparsa.